# قائمة ملوك ليسوتو
فيما يلي قائمة ملوك ليسوتو بداية من الاستقلال من الإمبراطورية البريطانية:

## ملوكليسوتو
| صورة | الاسم               | العمر                                  | بداية الحكم    | نهاية الحكم    | ملاحظات                     |
| ---- | ------------------- | -------------------------------------- | -------------- | -------------- | --------------------------- |
|      | موشويشوي الثاني     | 2 مايو 1938 – 15 يناير 1996 (57 سنة)   | 30 أبريل 1965  | 10 فبراير 1970 | العهد الأول                 |
|      | جوزيف ليبوا جوناثان |                                        | 10 فبراير 1970 | 5 يونيو 1970   | رئيس الوزراء ووصيّ على العرش |
|      | ماموهاتو            | 28 أبريل 1941 – 9 سبتمبر 2003 (62 سنة) | 5 يونيو 1970   | 5 ديسمبر 1970  | وصيّة على العرش              |
|      | موشويشوي الثاني     | 2 مايو 1938 – 15 يناير 1996 (57 سنة)   | 5 ديسمبر 1970  | 10 مارس 1990   | العهد الثاني                |
|      | ماموهاتو            | 28 أبريل 1941 – 9 سبتمبر 2003 (62 سنة) | 10 مارس 1990   | 12 نوفمبر 1990 | وصيّة على العرش              |
|      | ليتسي الثالث        | 17 يوليو 1963                          | 12 نوفمبر 1990 | 25 يناير 1995  | العهد الأول                 |
|      | موشويشوي الثاني     | 2 مايو 1938 – 15 يناير 1996 (57 سنة)   | 25 يناير 1995  | 15 يناير 1996  | العهد الثالث                |
|      | ماموهاتو            | 28 أبريل 1941 – 9 سبتمبر 2003 (62 سنة) | 15 يناير 1996  | 7 أبريل 1996   | وصيّة على العرش              |
|      | ليتسي الثالث        | 17 يوليو 1963                          | 7 أبريل 1996   | في المنصب      | العهد الثاني                |